# Brotheas wareipai
Espèce
Brotheas wareipai est une espèce de scorpions de la famille des Chactidae.

## Distribution
Cette espèce est endémique du Bolívar au Venezuela. Elle se rencontre vers Gran Sabana.

## Description
Le mâle holotype mesure 60,90 mm et la femelle paratype 64,20 mm.

## Étymologie
Son nom d'espèce lui a été donné en référence au lieu de sa découverte, Wareipa.

## Publication originale
- González Sponga, 2004 : Arácnidos de Venezuela. Cinco nuevas especies de escorpiones de la Guayana-Amazonia (Chactidae: Buthidae). Memoria de la Fundacion la Salle de Ciencias Naturales, vol. 62, no 159/160, p. 265-281 (texte intégral).